# Николаевская волость (Томский уезд)
Никола́евская во́лость — административно-территориальная единица, входившая в состав Томского уезда (округа) Томской губернии.

## География и административное деление
Ныне территория бывшей Николаевской волости Томского уезда — это центральная часть современной Томской области. Волость относилась к территории Томского уезда Томской губернии, пограничные территории с Нарымским краем этой же губернии.
Волость объединяла сёла и деревни, преимущественно созданные более 300 лет назад казаками на пространстве левобережья Оби. Располагалась в 97 верстах северо-северо-западнее Томска по прямой (ок. 200 вёрст гужевым трактом).
Волость граничила с волостями Томского уезда.
Окружение волости в 1900 году:
| северо-запад: Молчановская волость | север: Амбарцевская волость | северо-восток: Кетская волость      |
| запад: Иштанская волость           | . Николаевская волость      | восток: Петропавловская волость     |
| юго-запад: Монастырская волость    | юг: Богородская волость     | юго-восток: Петропавловская волость |

Административный центр — приобское село Николаевское (ныне это село Никольское Кривошеинского района Томской области); пристань на реке Обь, расположенное ок. 80 км на С-С-З от Томска или 30 км юго-восточнее современного села Кривошеино, расстояние по автодороге до Никольска от Кривошеино 80 км. Наименование села было связано с именем православного святого Николая Чудотворца. В его честь в селе действовала Николаевская церковь, в которой, в частности, вёлся учёт всех рождающихся в деревнях и сёлах окру́ги.
Считается, что волость сформировалась не позднее первой трети XIX века. Возможно, сельское самоуправление было уже в XVIII веке, когда 300 лет назад на обских просторах стали массово появляться казацкие хутора, деревни и сёла.
Упоминания о Николаевской волости встречаются в документах Томского округа Тобольского наместничества и Сибирского царства (XVIII век, 1746—1782 гг.);
- Колыванского наместничества (1782—1790);
- ок. 1790 — в документах Томского уезда Томской области Тобольского наместничества;
- Томского уезда Тобольской губернии (1794—1804);

Постоянно волость существовала в составе уже Томской губернии (за исключением периода 1920—1924 года, когда волость была укрупнена в состав Молчановской укрупнённой волости Томской губернии Р. С. Ф. С. Р.):
- Томского уезда Томской губернии (до 1822);
- Томского округа Томской губернии (1822—1898);
- в конце XIX века из части сёл и деревень Николаевской волости была вновь образована Иштанская волость (центр — село Иштан);
- Томского уезда Томской губернии в составе Российской империи (1898 — декабрь 1917);
- в 1912 году на северных землях волости была образована самостоятельная Молчановская волость;
- Томского уезда Томской губернии в составе Советской Республики (декабрь 1917 — 30.05.1918.);
- Томского уезда Томской губернии в составе Сибирской автономной области, затем колчаковской Сибирской директории (01.06.1918—26.12.1919);
- Томского уезда Томской губернии в составе Р. С. Ф. С. Р. (несколько месяцев 1920 года). Одновременно часть южных территорий волости были преобъедены в новую — Монастырскую волость;
- Томского уезда Томской губернии в составе Р. С. Ф. С. Р. (1924);
- в 1924 году на основе Николаевской, Иштанской и части территорий Молчановской волостей была образована укрупнённая Кривошеинская волость, ставшая вскоре и ныне существующим Кривошеинским районом.

4-го сентября 1920 года был образован Николаевский сельсовет.
12 июля 1924 года Сибревкомом, на основе Козырбакской, Иштанской, Монастырской и частей Николаевской, Ново—Александровской и Амбарцевской волостей была образована укрупнённая Кривошеинская волость Томского уезда, организацию власти в которой, осуществлял Кривошеинский райком РКП(б). Данная волость изначально создавалась как будущий район. Оставшаяся южная часть Николаевской волости была присоединена к Богородской укрупнённой волости (району).
В мае 1925 года Сибревком объединил губернии, края и округа Западной Сибири в единый Сибирский край, волости были ликвидированы. Вместо них окончательно появились районы краевого подчинения. С этого времени Николаевское утратило статус административного центра. В 1935 году в рамках борьбы с «пережитками идеологии Российской империи» село переименовали из названия, напоминающего о религии и имени последнего русского императора на нейтральное Никольское. Также был переименован орган местной власти в Никольский сельсовет.
Сёла и др. поселения Николаевской волости до 1920 года:
- село Николаевское
- деревня Новониколаевка
- деревня Алексеевка (Алексеева)
- деревня Бараново (Баранова)
- деревня Белосток
- деревня Брагино (Брагина)
- деревня Вознесенка
- деревня Гришино (Гришина)
- деревня Дегтярёвка (Дегтярёва)
- деревня Егорово (Егорова)
- деревня Елизарово (Елизарова, Елизарьево)
- деревня Ерёмина (ныне Володино)
- деревня Жуково (Жукова)
- деревня Игловская
- деревня Новоигловск
- село Красный Яр (входило в состав общины села Карнаухово, но имело собственную Троицкую церковь)
- село Карнаухово
- деревня Кайманаково (Кайманакова)
- село Иштан
- деревня Конангино (Конангина)
- деревня Кривошеино (Кривошеина)
- деревня Майково (Майкова)
- деревня Малиновка
- село Молчаново (Молчанова)
- деревня Монастырка
- деревня Новокривошеино
- деревня Крыловка
- деревня Новоисламбуль
- деревня Петровка
- деревня Подоба
- деревня Пудовка
- деревня Рыбалово (Рыбалова)
- деревня Соколовка
- деревня Ставсково (Ставскова)
- деревня Старосайнаково (Старосайнакова)
- деревня Тунгусово (Тунгусова)
- деревня Чагино (Чагина)

др.

## Климат
Климат, как и в остальной Южной Сибири, — резко континентальный с суровыми снежными зимами и жарким летом. Среднегодовая температура воздуха отрицательная, составляет ок. —0,2°С. Средняя температура июня от +17,7°С до +18,3°С. Температура января составляет в среднем около —22°С. Абсолютный минимум температур доходил до —58°С, в суровые зимы длительное время (месяц и более) морозы могут держаться от —30°С до —40°С…—45°С. Абсолютный максимум температур может доходить до +40°С, в июле неделями зной может держаться от +30°С до +35°С. Годовое количество осадков: 500—530 мм. Климат позволяет выращивать все основные сельскохозяйственные культуры, кроме теплолюбивых. Однако бо́льшая урожайность достигается на землях, расположенных чуть южнее, в плодородных районах сёл Кожевниковско-Шегарской территории.

## Экономика
Способ хозяйствования местных жителей, крестьян — скотоводческо-земледельный, извоз, рыболовство, охота и собирательство дикорастущих (особенно у туземских народов). Также торговали дровами для обских пароходов и для томских нужд. Направления полеводства — ржаное, овсяное и, немного пшеничное. Скотоводство — крупный рогатый скот (молочно-мясной). Кустарный и мелкий ремесленный промысел был связан с обслуживанием конного приобского пути (от Томска до Тобольска), а также кожевенный, овчинный, пимокатный. Население в основном занималось сельским хозяйством, связь со всем миром осуществлялась по гужевому Нарымскому тракту (Нарым—Молчаново—Богородское—Томск), летом — по Оби. По этой же дороге сюда, в обмен на продовольствие, везли соль, спички и другие промышленные и продовольственные товары из Томска и Тобольской губернии. Николаевское стало местом, куда потянулись мелкие торговцы, кожзаводчики, маслозаводчики, работал базар, имелось ремесленное училище, земская и церковно приходская школы, три постоялых двора, несколько кузниц, гончарная мастерская, два трактира и земская больница с врачом, двумя фельдшерами и двумя акушерками. Это, а также наличие большой православной церкви, позволило Николаевскому иметь статус волостного центра. Волость, основное население которой к концу XIX века составляли русские казаки и переселённые в Сибирь поляки, которые привнесли свои способы сельского хозяйствования.
Бурное развитие товарно-денежных отношений приходится на начало XX века, на период Столыпинской реформы. В Сибирь поехала новая волна крестьян-переселенцев из истощённых районов Центральной России и Украины. Летом активно работала обская пристань. Зимой, с появлением санных путей, через Николаевское тянулись обозы с промысловыми товарами из северных районов Томской губернии, Васюганья и Нарымского края. Крестьяне и промысловики, купцы крупных городов и волостей везли продовольствие, шерсть, пушнину, другие сельскохозяйственные продукты и продукты таёжного и рыбного промысла.
Из полезных ископаемых добывались песок, имелись небольшие разработки кирпичной (гончарной) глины, торфа.
Налаживались торговые пути России: действовал обской северный путь от низовьев Оби, далее к Вятке, Великому Устюгу, Вологде и затем или к Архангельску, или к Москве. Чуть южнее Николаевского появился прямой гужевой путь через центральный Урал — от Москвы до Иркутска, через село Богородское и город Томск. В 1744 году в Томской губернии было построено 20 почтовых станций (ям), и по торговым путям было налажено ямское сообщение. Одна из почтовых станций была расположена и в Николаевске.
По новым путям в Нарымский и Туруханский края через Николаевское в XIX веке потянулись и этапы ссыльных уголовных и, в основном, политических каторжан, которые часто были людьми высокообразованными и многие из них часто подрабатывали учителями в сельских школах.

## Население
Этнический состав. Местный национальный состав за XVIII—XIX вв. с преимущественно туземного населения сменился на преимущественно русское, с национальными поселениями украинцев, поляков и сибирских татар. Жили также племена кочевых тюрков (киргизы), и оседлые (сибирские татары, остяки) которые в условиях формирующейся Томской губернии самоопределялись в инородческие волости вокруг мест размещения туземских князьков и ханов, здесь севернее по Оби, в частности, существовала Шепетская инородная волость.
Национальный состав в волости к 1913 году: основное население — русские, национальные меньшинства: украинцы, татары, поляки, и др.
Численность населения волости к 1920 году составляла примерно 20 тысяч человек.

## Политика
В период революции 1917 года и последующей Гражданской войны волость претерпела все коллизии того времени: захват власти большевиками в декабре 1917, затем их низложение чехословацким мятежом и движением Томского областничества (июнь 1918), сменившимся Директорией Колчака, (1918—1919). Однако особых боевых действий здесь не было.
С января 1920 года установилась власть представительства Правительства Р. С. Ф. С. Р. в Сибири — Сибревкома. На территории Западной Сибири были созданы новые органы Советской власти. В Николаевском была попытка создать органы партийно-государственной власти большевиков: волостной военный комиссариат, волостной исполнительный комитет Советов солдатских и крестьянских депутатов, волостной комитет (волостком) РКП(б), однако в дальнейшем каких либо упоминаний об этих структурах не встречается. При преобразовании волости/уезда в район в 1925 году были сформированы райком партии и райисполком. В ранний период советской власти, в 1920—1922 годах происходили крестьянские волнения, вызванные продразвёрсткой большевиков, ставшей тяжким бременем для сельского населения. Отряды сформированных в Томске коммунистических частей ЧОН совместно с армейскими частями и ВЧК/ОГПУ подавили эти выступления. С действиями отряда ЧОН связывают и закрытие земской больницы, когда единственный врач был расстрелян за укрывательство раненного колчаковского офицера, а фельдшер был выслан в распоряжение спецкомендатуры ОГПУ с поражением в правах.

## Известные личности
- Фёдор Матвеевич Зинченко — родился в 1902 году в деревне Ставсково, Герой Советского Союза, первый советский комендант Рейхстага в мае 1945 года.
- Иван Иванович Севастьянов — родился в 1913 году в селе Николаевское, ветеран и герой Великой Отечественной войны: полный кавалер ордена Славы и кавалер ордена Боевого Красного Знамени.